# Sophus Claussen

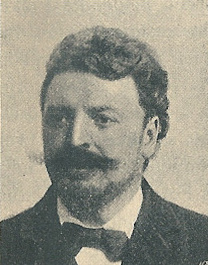
Sophus Claussen.

Sophus Claussen född 12 september 1865 i Helletofte, död 11 april 1931 i Gentofte, var en dansk författare. Han var son till politikern Rasmus Claussen.
Claussen tillbringade sin barndom på Falster men levde därefter länge i Italien och Frankrike, dit han senare ofta återkom i sina resor. Claussen var ekonomiskt oberoende, och kunde ägna hela sitt liv åt författargärningen. Han var huvudsakligen påverkad av modern fransk lyrik, men även av dansk traition av symbolism och författare som Jens Baggesen och Emil Aarestrup.
Claussens dikt Ekbatana från Valfart ingår i Danmarks kulturkanon.